# Zjawiska masowe
Zjawiska masowe – zjawiska, które powtarzają się często oraz badane w dużej masie wykazują określone prawidłowości.
Prawidłowości tych nie można dostrzec analizując pojedyncze przypadki.
Badania empiryczne opierają się na bezpośrednim, zmysłowym poznawaniu zjawisk i sytuacji. Badane zjawiska mogą mieć charakter zjawisk pojedynczych lub masowych. 
Do zjawisk pojedynczych zalicza się te, które są zupełnie jedynymi i niepowtarzalnymi zjawiskami. Zjawiska masowe natomiast to te, które występują wielokrotnie lub przynajmniej dwa razy. Czasopismo „Nowa Szkoła” jest zjawiskiem pojedynczym, natomiast czasopismo pedagogiczne należy do zjawisk masowych, ponieważ tylko na terenie Polski publikuje się ich kilkadziesiąt. Nauczycielka Anna Chmielewska z miasta R. jest zjawiskiem pojedynczym, natomiast nauczycielka wczesnej edukacji jest zjawiskiem masowym. 
Przy dokonywaniu badań i studiowaniu zjawisk masowych często używa się metod statystycznych, nie są one w ogóle wykorzystywane przy badaniu zjawisk pojedynczych. Pomimo że metody statystyczne umożliwiają badanie zarówno cech jakościowych, jak i ilościowych, to jednak opracowania statystyczne są bardziej charakterystyczne dla cech ilościowych. Określenie zjawisk masowych jest proste. Nie jest ono jednak pomocne przy podejmowaniu decyzji o zastosowaniu metod statystycznych. Troje uczniów to już zbiorowość, jednak przy badaniu stosowanie metod statystycznych jest niekorzystne i nieużyteczne. Metody statystyczne bowiem stosuje się dopiero dla „bardziej masowych” zjawisk, czyli dla zbiorowości wielkości klasy szkolnej, szkolnego koła zainteresowań, grupy przedszkolnej, itp. W tym przypadku – przy odpowiednio dużej wielkości grupy, metody statystyczne staną się przydatne.